# Koče, Postojna
Koče (izgovarjava [ˈkoːtʃɛ], nemško Grobsche, italijansko Cocce) so obcestno naselje v dolini reke Pivke v Občini Postojna na Notranjskem. Danes je naselje statistično del Primorsko-notranjske statistične regije. Naselje je prvič omenjeno v postonjskem urbarju iz leta 1498. Današanje stavbe v naselju so povečini iz 18. in 19. stoletja. Naselje je pod spomeniškim varstvom. Naselje na severu meji na Prestranek, na jugu na Slavino. Na vzhodni strani je naselje omejeno s cesto R6 in železniško progo Pivka–Ilirska Bistrica–d. m.
V središču vasi sa nahaja enoladijska cerkev sv. Marjete, ki jo je leta 1862 dala zgraditi Maria Kalister na mestu starejše cerkve iz 17. stoletja. Nad vhodom vanjo se nahaja spomenik žrtvam 1. svetovne vojne. Cerkev upravno spada v župnijo Slavina. Poleg cerkve je v vasi tudi kapelica, poleg katere je tudi avtobusna postaja, vodnjak (leta 1862 dala zgraditi Maria Kalister) in vaško hišo s spominsko ploščo žrtvam fašizma in žrtvam okupatorja med leti 1941 in 1945. Nekoč je bila v vasi tudi trgovina Koče.
V preteklosti je kraj spadal na ozemlje Kranjske. Po prvi svetovni vojni in podpisu rapalske pogodbe je bil kraj priključen Kraljevini Italiji in vključen v Benečijo – Julijsko krajino. Ime kraja je bilo italijanizirano v Cocce. Ozemlje je ponovno pripadlo Jugoslaviji po koncu druge svetovne vojne.